# Чайковичи (Львовская область)
Чайковичи (укр. Чайковичі) — село в Рудковской городской общине Самборского района Львовской области Украины.
Население по переписи 2001 года составляло 1867 человек. Занимает площадь 35,43 км². Почтовый индекс — 81442. Телефонный код — 3236.